# Patrick de Lange
Patrick de Lange (Amsterdam, 21 januari 1976) is een Nederlands honkballer, die namens zijn vaderland tweemaal deelnam aan de Olympische Spelen: 'Sydney 2000' en 'Athene 2004'. Daar eindigde de rechtshandige werper met de nationale ploeg op respectievelijk de vijfde en de zesde plaats.
Sinds zijn overgang van Pirates naar HCAW in 1997 gold De Lange als een vaste waarde in het Nederlands team. Hij debuteerde op 30 augustus van dat jaar bij het Europees kampioenschap in de wedstrijd tegen Oekraïne. Hij nam bovendien deel aan het wereldkampioenschap van 1998 en het EK van 1999. In 1998 was De Lange de pitcher met het hoogste winstpercentage in de Nederlandse competitie met .786. Aan het einde van het seizoen 2004 maakte hij de overstap van HCAW naar Almere.
De Lange stond op jonge leeftijd in de belangstelling van de New York Yankees en de Montreal Expos. Maar de wil om deel te nemen aan de Olympische Spelen en het in zijn ogen te lage eindbod van de Expos hielden de 1,90 meter lange honkballer uiteindelijk in Nederland.
In het seizoen 2001 werd De Lange uitgeroepen tot de Beste Werper van de Hoofdklasse met een puntengemiddelde van 0.96. Hij won in dat seizoen twaalf wedstrijden en verloor er slechts drie. Hoogtepunt was de zogeheten no-hitter, die hij op 3 juni 2001 gooide in de wedstrijf van HCAW tegen Konica Minolta Pioniers. In die wedstrijd gooide hij negen slagbeurten lang in totaal acht keer drie slag en één keer vier wijd, een prestatie die pas in 2010 herhaald zou worden door de HCAW werper Joey Eijpe
In januari 2002 werd De Lange getroffen door blessureleed; hij liep een scheurtje op in het kapsel van de werpschouder. Hij keerde in mei terug op de heuvel, maar kwam niet verder dan één inning tegen zijn oude club Pirates. De pijn keerde terug. Bij een MRI-scan was naast de scheur ook botslijtage in de schouder zichtbaar. Begin juni werd De Lange geopereerd. Hierna begon hij aan zijn revalidatie onder leiding van fysiotherapeut Tamminga en oud-international Charles Urbanus, pitcherscoach bij het Nederlandse team.
In 2003 maakte De Lange bij het World Port Tournament met succes zijn rentree . Met Oranje nam hij later ook deel aan het EK, het olympisch kwalificatietoernooi (OKT) en het wereldkampioenschap. Bij het OKT gooide De Lange in de wedstrijd tegen Frankrijk een no-hit/no-run zege. In 2004 was de werper onder meer aanwezig bij de Haarlemse Honkbalweek en bij de Olympische Spelen.
Sharnol Adriana · 
Johnny Balentina · 
Patrick Beljaards · 
Ken Brauckmiller · 
Rob Cordemans · 
Jeffrey Cranston · 
Michaël Crouwel · 
Radhames Dijkhoff · 
Robert Eenhoorn · 
Rikkert Faneyte · 
Evert-Jan 't Hoen · 
Chairon Isenia · 
Percy Isenia · 
Eelco Jansen · 
Ferenc Jongejan · 
Dirk van 't Klooster · 
Patrick de Lange · 
Raily Legito · 
Jurriaan Lobbezoo · 
Remy Maduro · 
Hensley Meulens · 
Ralph Milliard · 
Erik Remmerswaal · 
Orlando Stewart
Sharnol Adriana · 
Wladimir Balentien · 
Johnny Balentina · 
Patrick Beljaards · 
Maikel Benner · 
Yurendell de Caster · 
Ivanon Coffie · 
Rob Cordemans · 
Robin van Doornspeek · 
Dave Draijer · 
Evert-Jan 't Hoen · 
Chairon Isenia · 
Eelco Jansen · 
Sidney de Jong · 
Ferenc Jongejan · 
Eugene Kingsale · 
Dirk van 't Klooster · 
Patrick de Lange · 
Raily Legito · 
Calvin Maduro · 
Diego Markwell · 
Ralph Milliard · 
Harvey Monte · 
Alexander Smit